# Hyperthelia
Hyperthelia Clayton é um género botânico pertencente à família Poaceae.